# Sveti Eustahije (otok)
Sveti Eustazije (niz.Sint Eustatius) je nizozemski otok u Karibima (tj nalazi u karipskom dijelu Nizozemske). Otok je administrativno nizozemska posebna općina. Nalazi se u istočnom dijelu Karipskog mora, točnije sjeverozapadno od Svetog Kristofora i Nevisa te jugoistočno od Sabe. Glavni grad je Oranjestad. Otok je dobio ime po svetom Eustahiju.
Službeni jezici su nizozemski i engleski, s time da se školska nastava održava samo na engleskom jeziku. Neslužben svakodnevni jezik je nizozemskoantilski kreolski engleski.

## Vanjske poveznice
|  | Zajednički poslužitelj ima još gradiva o temi Sveti Eustahije (otok) |

- Vlada Arube
- Turistička stranica  Arhivirana inačica izvorne stranice od 7. veljače 2011. (Wayback Machine)